# Cornelia Paczka-Wagner
Cornelia Paczka-Wagner (née le 9 août 1864 à Göttingen et morte en 1943,) est une artiste peintre, graphiste et sculptrice allemande.

## Biographie
Cornelia Wagner est née à Göttingen le 9 août 1864, dans une famille bourgeoise éduquée. Son père, Adolph Wagner était un économiste réputé. En 1885/1886 elle étudie chez Karl Stauffer-Bern à l'école de dessin et de peinture de l'association des femmes artistes de Berlin où elle côtoie Käthe Kollwitz. Ensuite, elle étudie à l'Académie royale des beaux-arts à Munich chez Johann Caspar Herterich et dans une école privée à Paris.
En 1888, elle s'installe à Rome, pour continuer sa formation artistique. Elle épouse en 1890 le peintre hongrois Ferenc Paczka (hu) (1856-1925). À partir de 1891, elle a des contacts avec Max Klinger et pose souvent comme modèle pour lui. Elle est également amie avec Karl Stauffer-Bern. En 1894, elle part avec son mari pour Madrid et, à partir de 1895, ils sont actifs à Berlin. Cornelia Paczka-Wagner a été membre de l'Association des femmes artistes de Berlin (VdBK) de 1896 à 1930.
Cornelia Paczka-Wagner a créé des œuvres très personnelles et techniquement accomplies dans le style du symbolisme et de l'Art déco. Elle traite principalement des représentations de la femme par allégorie et idéalisation. L'artiste a également créé des peintures murales et des fontaines.
Elle a reçu de nombreux prix, dont la médaille de bronze à Paris (1900) et le prix d'honneur du Salon international du livre et du graphisme à Leipzig (1914).
Elle est membre du Deutsche Lyceum Club et de l'Association des graphistes.

## Expositions
Cornelia Paczka-Wagner a exposé à Berlin, Budapest, Hanovre, Francfort-sur-le-Main, Munich et Dresde :
- 1910 : Biennale di Venezia, Venise[11],
- 1926 : Grande Exposition d'art de Berlin, Berlin, avec l’œuvre Großer Frauenbrunnen.

## Œuvres
- Musik der Glücklichen, Graphique, avant 1899[12]
- Mädchentanz, dessin, avant 1899
- Femme au bouquet, huile sur toile, 89 × 74 cm, 1906
- Femme brodant, huile sur toile, 58 × 45 cm, entre 1900 et 1939[13]
- Wille zum Werk !, autoportrait, plume/encre sur papier, 29,8 × 43,9 cm, 1916, Bibliothèque et Collection d'art de l'Association des artistes femmes de Berlin, en 1867[14],
- Juni-Morgen, huile sur toile, 92 × 76
- Spielende Kinder auf Sommerwiese, huile sur bois, 38 × 48 cm, 1932
- Mutter mit zwei Kindern, huile sur carton, 75 × 91, 1933

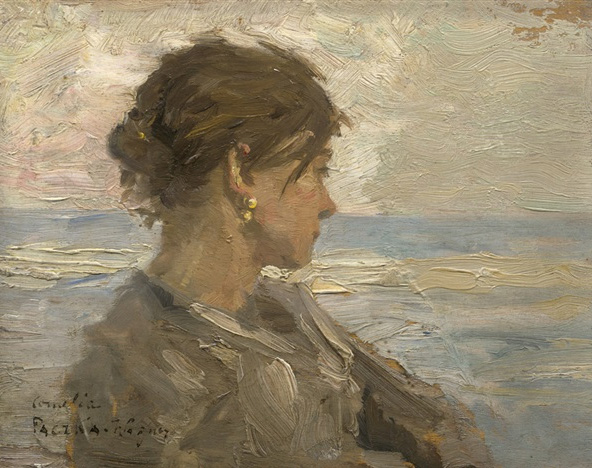
Jeune femme au bord de la mer, c.1900
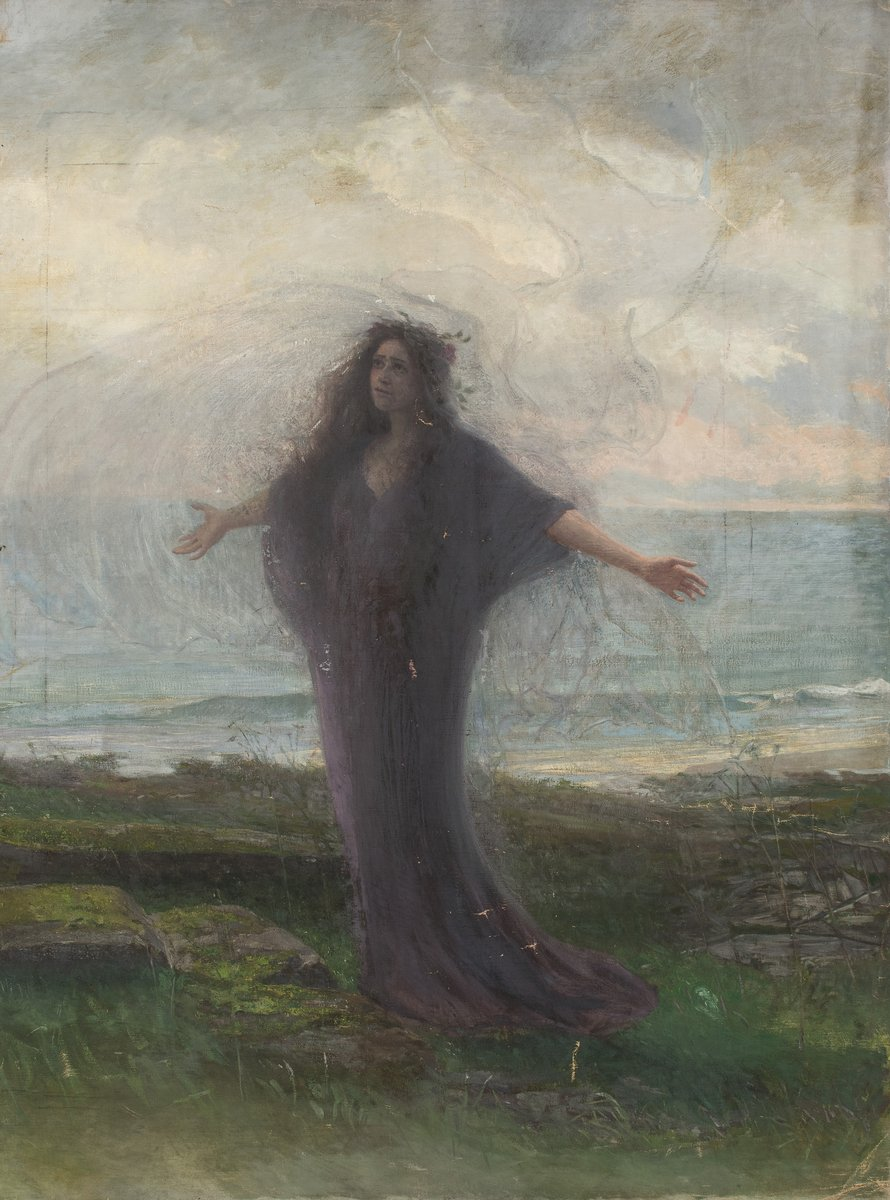
Femme en violet
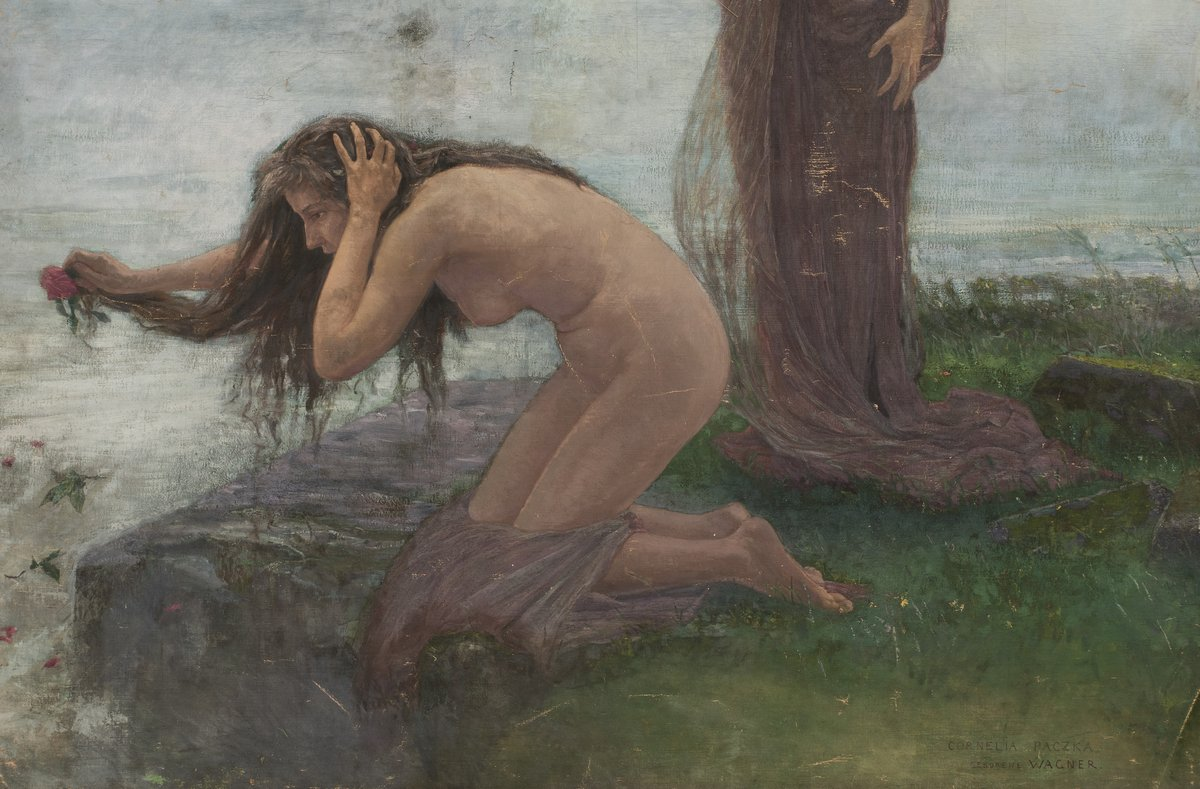
Nu avec une rose
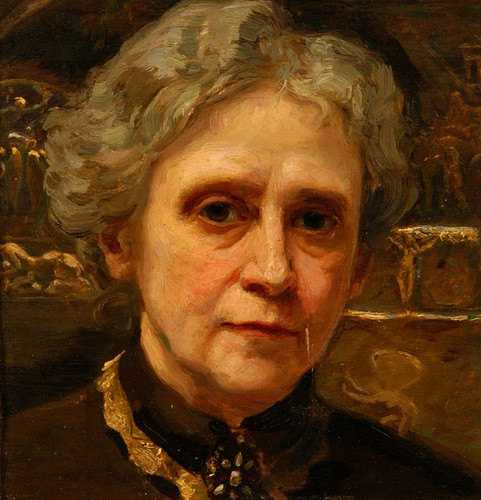
Autoportrait, c.1930 ?